# North American Electric Reliability Corporation

Carte des conseils de fiabilité et des interconnexions en Amérique du Nord

Le North American Electric Reliability Corporation ou NERC est un organisme sans but lucratif nord-américain fondé en 1968 chargé de faire appliquer des normes de fiabilité pour les réseaux de transport de l'électricité des États-Unis, du Canada et de certaines régions du Mexique. 
À la suite de la panne de courant nord-américaine de 2003, les autorités américaines ont déploré l'aspect volontaire des normes préparées par le NERC. En 2005, le Congrès américain a adopté l'Energy Policy Act of 2005, donnant au  NERC la responsabilité d'élaborer et de faire respecter des normes de fiabilité obligatoires sur tous les réseaux de transport d'électricité de gros aux États-Unis, en collaboration avec huit conseils régionaux, regroupant les différents opérateurs de réseaux. 
Ces normes sont aussi appliquées au Canada par le biais de protocoles d'ententes signées avec les organismes responsables de la réglementation du secteur électrique dans les différentes provinces, comme la Régie de l'énergie du Québec.